# Huka alba
Huka alba là một loài nhện trong họ Agelenidae.
Loài này thuộc chi Huka. Huka alba được miêu tả năm 1973 bởi Raymond Robert Forster & Wilton.